# إكس كويري
 اكس كويري هي لغة تنفيذية واستعلامية ولكنها صممت لاستعلام البيانات من ملفات الإكس إم إل (XML).

## مثال
هذا المثال البسيط أدناه يقوم باستخراج كل متحدث (speaker) فريد من ملف مسرحية هاملت
```
<
html>
<
head/>
<
body>
{
  for $act in doc("hamlet.xml")//ACT
  let $speakers  = distinct-values($act//SPEAKER)
  return
    
<
div>
      
<
h1>{ string($act/TITLE) }
<
/h1>
      
<
ul>
      {
        for $speaker in $speakers
        return 
<
li>{ $speaker }
<
/li>
      }
      
<
/ul>
    
<
/div>
}

<
/body>
<
/html>
```

## تطبيقات
1. استخراج المعلومات من قاعدة البيانات لاستخدامها في الويب سريفيس.
2. تنفيذ تقرير يلخص البيانات المخزنة في قاعدة بيانات متصخخة في الاكس ام ال.
3. البحث عن ملفات نصية في الويب.
4. اختيار وتحويل بيانات على هيئة اك ام ال إلى اك اتش تي ام ال لنشرها على صفحات الإنترنت.
5. سحب بيانات من قاعدة البيانات لاستخادمها في تكملة التطبيقات.
6. تقسيم ملف اكس ام ال إلى عدة ملفات صغيرة وتوزيع البيانات بالطريقة التي يريدها المستخدم.